# Remains
Remains es un álbum recopilatorio de Alkaline Trio. Vagrant lo lanzó el 30 de enero de 2007 y el disco consiste en una recopilación de canciones entre las que se incluyen tres temas en directo de un concierto en Los Ángeles, rarezas, caras B y canciones editadas únicamente en otros recopilatorios, sobre todo splits.
El disco incluye un DVD de 45 minutos de duración con material de la banda extraído de las grabaciones de From Here To Infirmary, Good Mourning y Crimson, "making of" de sus videoclips e imágenes inéditas tras los escenarios de sus conciertos.

## Listado de canciones
1. "Hell Yes" - 3:49 (Hell Yes EP and From Here to Infirmary B-Side)
2. "My Standard Break From Life" - 2:34 (Hell Yes EP and Plea for Peace/Take Action)
3. "Dead End Road" - 3:08 (Good Mourning B-Side)
4. "Metro" - 3:41 (Another Year on the Streets, Vol. 2)
5. "Jaked on Green Beers" - 3:27 (Atticus: Dragging the Lake Vol. 1)
6. "Queen of Pain" - 3:56 (Alkaline Trio/Hot Water Music Split)
7. "While You're Waiting" - 4:06 (Alkaline Trio/Hot Water Music Split)
8. "Rooftops" - 2:15 (Alkaline Trio/Hot Water Music Split)
9. "Old School Reasons" - 2:51 (Good Mourning B-Side)
10. "Warbrain" - 2:28 (Rock Against Bush, Vol. 1)
11. "Fine Without You" - 3:15 (BYO Split Series, Vol. 5)
12. "Hating Every Minute" - 3:03 (BYO Split Series, Vol. 5)
13. "Dead and Broken" - 2:09 (BYO Split Series, Vol. 5)
14. "Sadie" - 4:38 (BYO Split Series, Vol. 5)
15. "If You Had a Bad Time" - 3:38 (BYO Split Series, Vol. 5)
16. "Wait for the Blackout" - 3:28 (BYO Split Series, Vol. 5)
17. "We Can Never Break Up" - 3:10 (Crimson B-Side)
18. "Don't Say You Won't" - 2:21 (Crimson B-Side)
19. "Buried" - 3:16 (Crimson B-Side)
20. "Dethbed" (Live) - 3:12
21. "My Standard Break From Life" (Live Acoustic) - 2:42
22. "I'm Dying Tomorrow" (Live) - 2:31

## Créditos
- Matt Skiba - cantante, guitarra
- Dan Andriano - cantante, bajo
- Derek Grant - batería

- Datos: Q3932398